# Christus Dominus
Christus Dominus è un decreto del Concilio Vaticano II "sulla missione pastorale dei vescovi nella Chiesa". Venne approvato con 2319 voti favorevoli e 2 contrari dai vescovi riuniti in Concilio e fu promulgato dal papa Paolo VI il 28 ottobre 1965.
Come spesso succede nei documenti della Chiesa cattolica, anche in questo caso il titolo del decreto deriva dalle prime parole del testo in latino (Christus Dominus appunto, in italiano Cristo Signore).

## Contenuto
- Proemio
- Capitolo I - I vescovi e la chiesa universale
- Capitolo II - I vescovi e le chiese particolari o diocesi
- Capitolo III - Cooperazione dei vescovi al bene comune di più diocesi
- Mandato generale